# Universitat de Linköping
La Universitat de Linköping (en Suec: Linköpings universitet, LiU) és una universitat estatal situada a la població de Linköping, Suècia. Als anys 1960 es va decidir establir alguns estudis a la ciutat de Linköping. Es van establir ensenyaments d'humanitats, ciències socials i ciències naturals l'any 1967, i unitats de tecnologia i medicina l'any 1969. L'any 1970 es va fundar l'escola superior de Linköping (Linköpings högskola), i l'any 1975 es va establir la Universitat. Fou la sisena universitat de Suècia. Aquell mateix any la Universitat de Linköping va ser la primera universitat sueca en oferir un master de ciència en informàtica.
Actualment és una de les institucions acadèmiques més grans de Suècia.
A banda dels centres a Linköping, la universitat té centres a Norrköping, Lidingö (Arxipèlag d'Estocolm).

## Facultats
La universitat té 4 facultats i 14 departaments. Les facultats són les següents: 
- Facultat d'arts i ciències (Filosofiska fakulteten). Engloba antropologia social, història de la literatura, ciències polítiques i economia política.
- Facultat de ciències de la Salut (Hälsouniversitetet) and Linköping University Hospital
- Escola tècnica superior de Linköping/ Institut de Tecnologia de Linköping (Linköpings tekniska högskola, Linköping Institute of Technology)
- Facultat de ciències de l'educació (Utbildningsvetenskap)

## Parcs científics

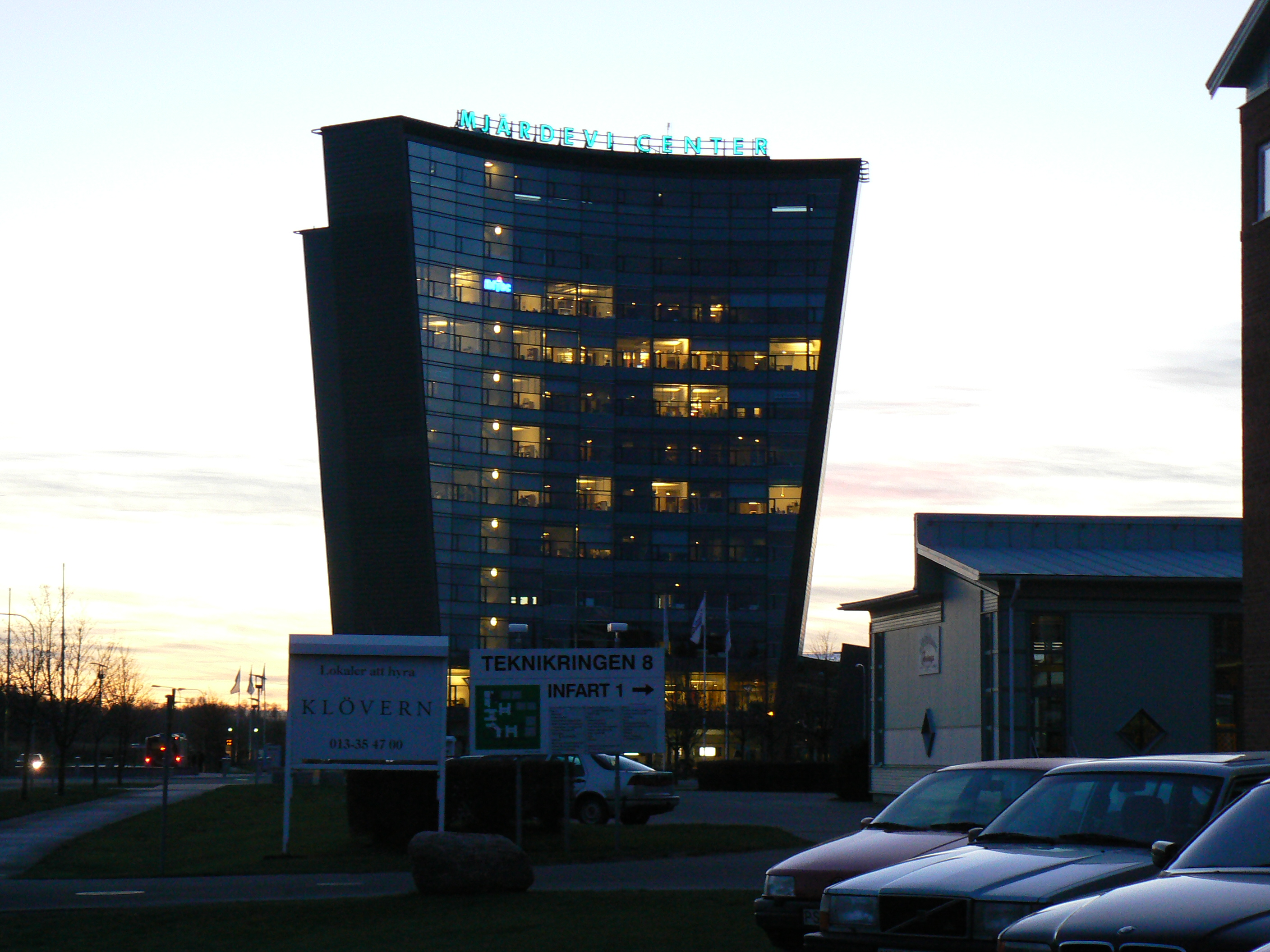
Mjärdevi Science Park Center.

Hi ha dos parcs científics relacionats amb la Universitat de Linköping.
- Mjärdevi Science Park de Linköping que agrupa unes 250 companyies tecnològiques, des de start-ups a multinacionals, amb uns 6000 empleats.[2]
- Norrköping Science Park de Norrköping que agrupa unes 100 companyies.[3]